# Les Pavillons-sous-Bois
Pour les articles homonymes, voir Pavillons.
Les Pavillons-sous-Bois sont une commune française située dans le département de la Seine-Saint-Denis en région Île-de-France, à environ 10 kilomètres au nord-est de Paris. La commune est officiellement instituée le 3 janvier 1905 mais les premières traces d'activité sur son territoire actuel remontent au XVIIe siècle.
La commune des Pavillons-sous-Bois tire son nom des deux pavillons de garde bâtis en 1770 et qui se dressaient à l'entrée du domaine du Raincy. Ces deux pavillons, restaurés, se situent au lieu-dit la Fourche, en bordure de la RN 3.

## Géographie

### Localisation

La commune des Pavillons-sous-Bois, en rouge, sur la carte de la « Petite Couronne » d'Île-de-France.

La commune fait partie de la banlieue nord-est de Paris, elle se situe à 9 kilomètres des boulevards des Maréchaux, et à 12,2 kilomètres au nord-est de la cathédrale Notre-Dame de Paris, centre de la capitale française. Les Pavillons-sous-Bois se trouvent à une dizaine de kilomètres de l'aéroport de Paris-Charles-de-Gaulle et de sa zone aéroportuaire. La ville est proche d'autres pôles économiques importants : Marne-la-Vallée, la Plaine Saint-Denis.
La commune fait partie du pays d'Aulnoye. Elle est entourée par cinq communes, le Raincy au sud-est, Villemomble au sud, Bondy à l'ouest, Aulnay-sous-Bois au nord et Livry-Gargan à l'est.

### Communes limitrophes
Les communes limitrophes sont  Aulnay-sous-Bois, Bondy, Le Raincy, Livry-Gargan et Villemomble.
| Aulnay-sous-Bois | Aulnay-sous-Bois        | Livry-Gargan |
| Bondy            | des Pavillons-sous-Bois | Livry-Gargan |
| Bondy            | Villemomble             | Le Raincy    |

### Voie de communication et transports

#### Réseaux routiers
La commune est traversée par la route nationale 3.

#### Transports en commun

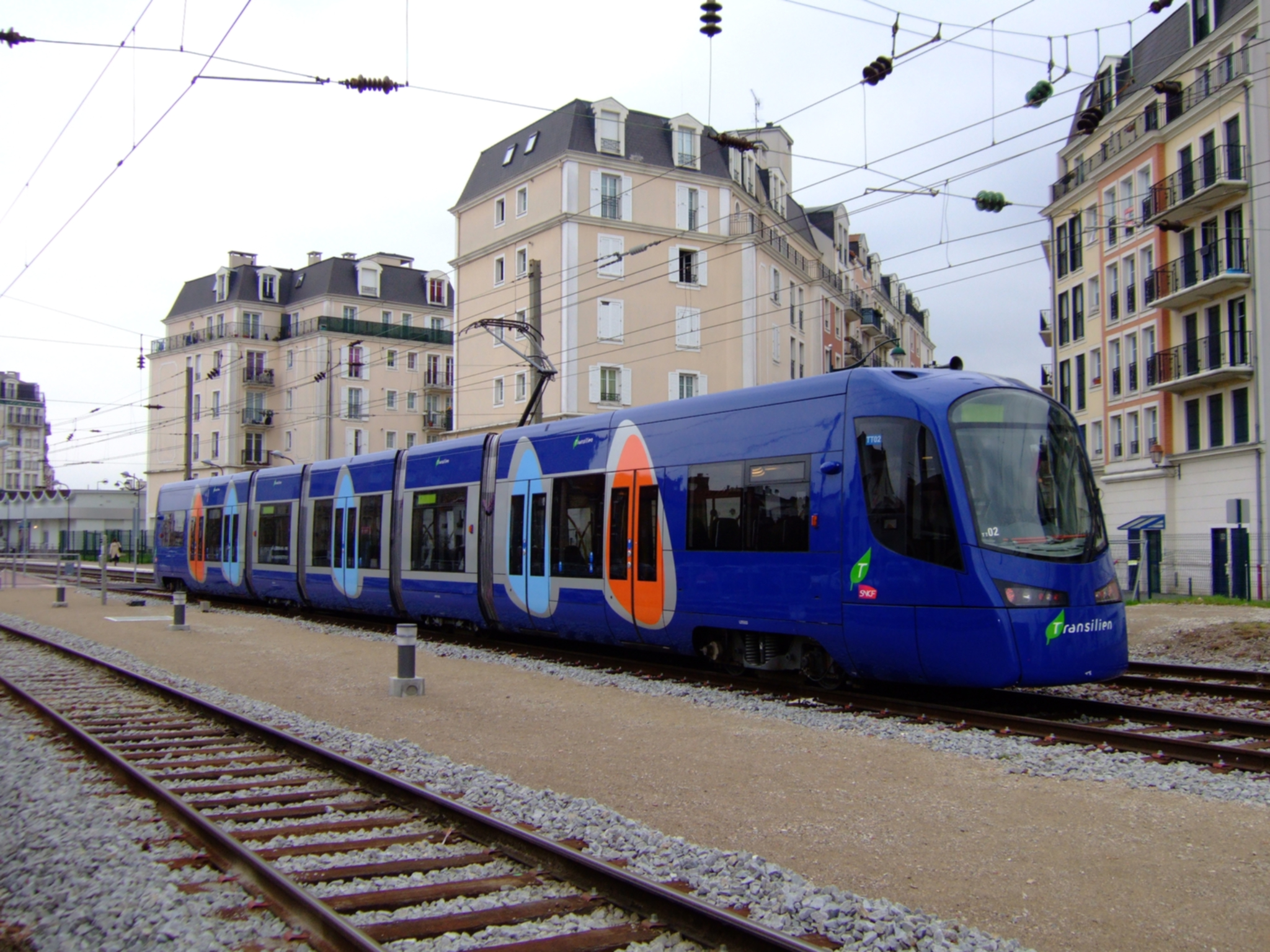
Le Tramway T4 à la station Gargan, aux Pavillons-sous-Bois.

L'ancienne ligne des Coquetiers qui reliait Paris-Est et Bondy à Aulnay-sous-Bois faisait un arrêt aux Pavillons-sous-Bois. Depuis novembre 2006, la ligne 4 du tramway reprend le même itinéraire et permet de rejoindre rapidement le RER E à Bondy ou le RER B à Aulnay-sous-Bois. La commune est desservie par deux stations : Les Pavillons-sous-Bois et Gargan. Cette dernière sert de départ ou de terminus à certaines missions et c'est à celle-ci que se trouve le centre d'exploitation de la ligne.
La ville est le terminus de la ligne de bus RATP 105 qui la relie à la gare RER E de Noisy-le-Sec ainsi qu'à la ligne 1 du tramway. Elle est également desservie par la ligne 4 du tramway.
Par ailleurs, elle est desservie par les lignes de bus 146, 147 et 234, par la ligne 616 du réseau de bus Terres d'Envol, ainsi que par la ligne 2128 du réseau de bus Roissy Est et le Noctilien N41.
La commune met à la disposition des résidents, un mini-bus gratuit qui parcourt la ville toutes les cinquante minutes. Il circule de 9 h 20 à 17 h 50 en semaine et de 8 h 40 à 12 h 45 le samedi.

#### Canal
La commune est traversée par le canal de l'Ourcq et elle est desservie par le port de la Poudrette.

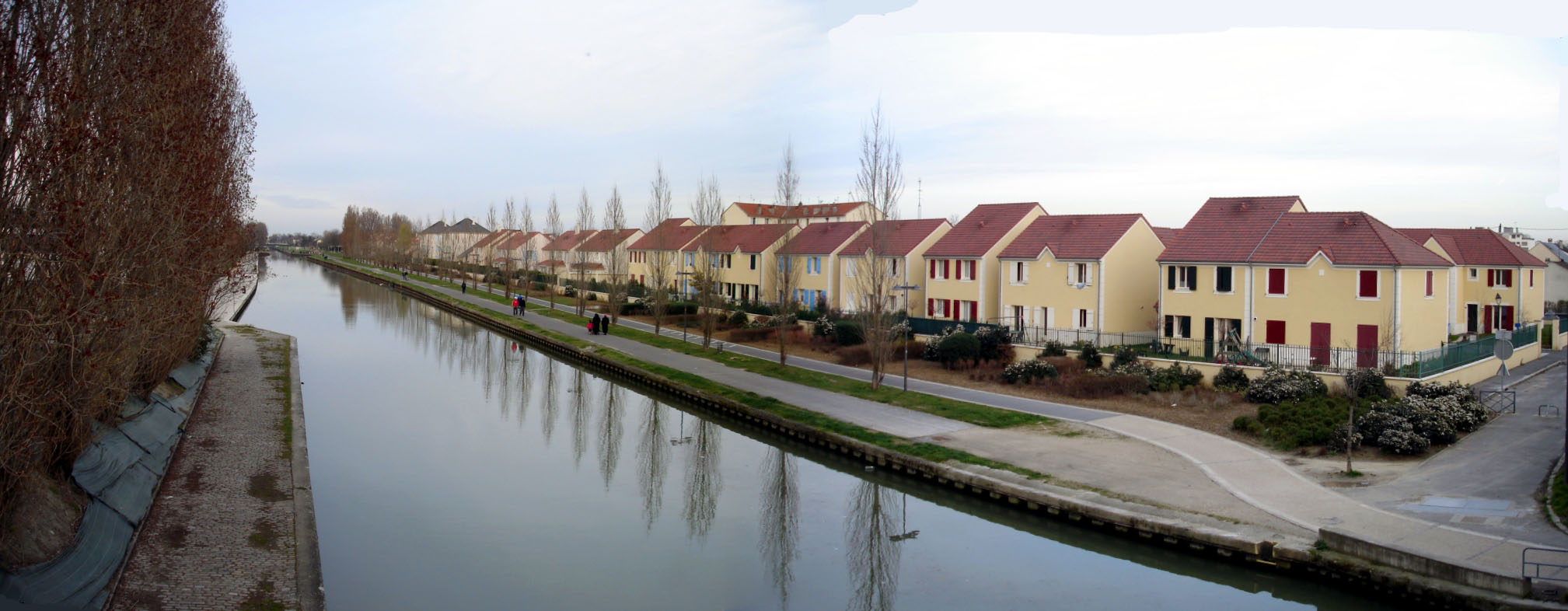
Le canal de l'Ourcq aux Pavillons-sous-Bois

### Climat
Pour des articles plus généraux, voir Climat de l'Île-de-France et Climat de la Seine-Saint-Denis.
En 2010, le climat de la commune est de type climat océanique dégradé des plaines du Centre et du Nord, selon une étude du CNRS s'appuyant sur une série de données couvrant la période 1971-2000. En 2020, Météo-France publie une typologie des climats de la France métropolitaine dans laquelle la commune est exposée à un climat océanique altéré et est dans la région climatique Sud-ouest du bassin Parisien, caractérisée par une faible pluviométrie, notamment au printemps (120 à 150 mm) et un hiver froid (3,5 °C).
Pour la période 1971-2000, la température annuelle moyenne est de 11,8 °C, avec une amplitude thermique annuelle de 15,2 °C. Le cumul annuel moyen de précipitations est de 674 mm, avec 10,7 jours de précipitations en janvier et 7,9 jours en juillet. Pour la période 1991-2020, la température moyenne annuelle observée sur la station météorologique la plus proche, située sur la commune de Neuilly-sur-Marne à 6 km à vol d'oiseau, est de 12,3 °C et le cumul annuel moyen de précipitations est de 721,2 mm,. Pour l'avenir, les paramètres climatiques de la commune estimés pour 2050 selon différents scénarios d'émission de gaz à effet de serre sont consultables sur un site dédié publié par Météo-France en novembre 2022.

## Urbanisme

### Typologie
Au 1er janvier 2024, Les Pavillons-sous-Bois sont catégorisés grand centre urbain, selon la nouvelle grille communale de densité à sept niveaux définie par l'Insee en 2022.
Elle appartient à l'unité urbaine de Paris, une agglomération inter-départementale regroupant 407  communes, dont elle est une commune de la banlieue,,. Par ailleurs la commune fait partie de l'aire d'attraction de Paris, dont elle est une commune du pôle principal,. Cette aire regroupe 1 929 communes,.

### Morphologie urbaine
Les quartiers :
- La Basoche, au centre-ville ;

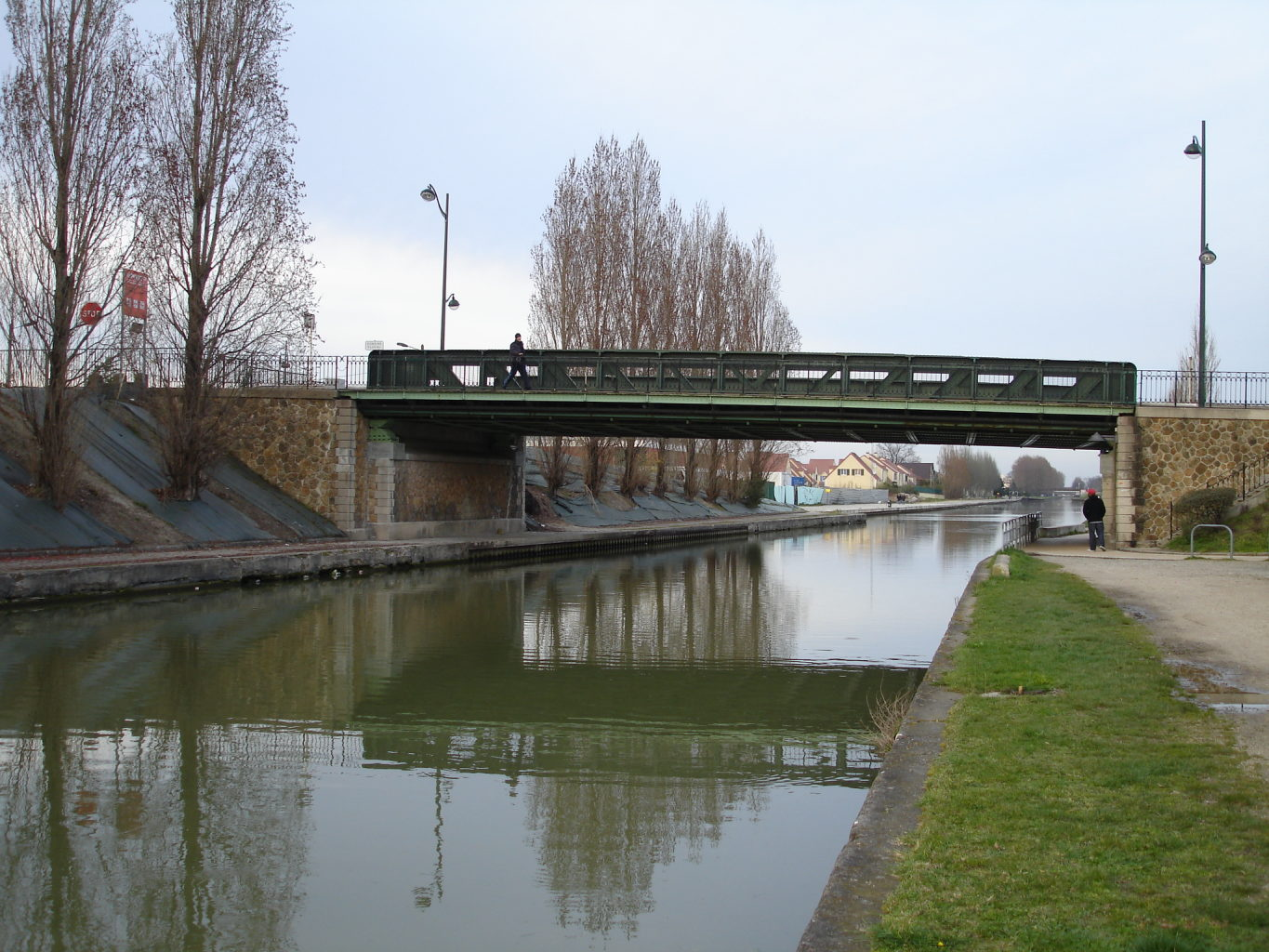
Le pont de l'Europe.

- Chanzy, à la limite de Livry-Gargan, à l'est ;
- les Coquetiers, à la limite de Villemomble, au sud ;
- la Fourche, à la limite de Bondy, à l'ouest.
- la poudrette à la limite de Bondy et Aulnay sous bois

La ville présente, selon les secteurs considérés, des aspects très divers. Le canal de l'Ourcq et la RN 3 constituent depuis la création de la ville, une double ligne de partage entre la zone nord, longtemps déshéritée, et la zone sud, vouée à l'habitat traditionnel et aux activités urbaines.

### Projets d'aménagement
Au nord, les projets en cours et les récents aménagements tendent à désenclaver et à réhabiliter ce secteur désormais promis à un essor certain : les berges du canal sont progressivement réhabilitées en espace de loisirs et de promenades ; de nouveaux secteurs pavillonnaires et des voies nouvelles ont été créés ; l'implantation de bâtiments de services publics tels qu'un pôle administratif et une salle multisports sont à l'étude ou en instance de réalisation ainsi que l'installation d'industries non polluantes.
Au sud, l'habitat pavillonnaire traditionnel fort apprécié des Pavillonnais, reste largement majoritaire, malgré la construction d'immeubles collectifs sur plusieurs sites de ZAC décidés par la municipalité précédente.
La ville des Pavillons-sous-Bois a fêté son centenaire en 2005. Elle existe en effet officiellement depuis le 3 janvier 1905, mais on retrouve les premières traces d'activité sur son territoire aux alentours du XVIIe siècle.

## Histoire
La ville des Pavillons-sous-Bois a fêté son centenaire en 2005. Elle existe en effet officiellement depuis le 3 janvier 1905 mais on retrouve les premières traces d'activité sur son territoire aux alentours du XVIIe siècle.

### Avant les Pavillons-sous-Bois

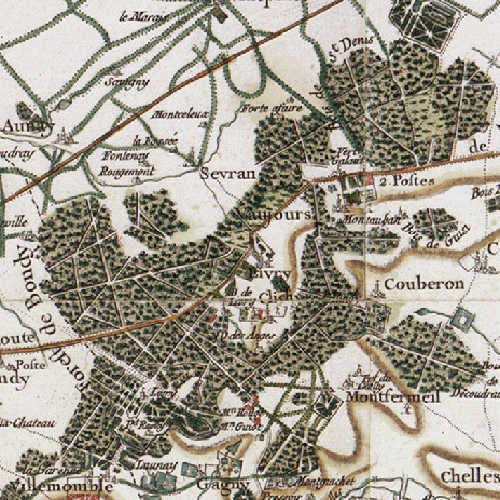
La forêt de Bondy selon la carte de Cassini.

Vers 1600, le territoire des Pavillons-sous-Bois n'était qu'une zone marécageuse au sein de l'immense forêt de Bondy, qui avait la mauvaise réputation d'être un repaire pour brigands. Un sentier cavalier reliait le lieu-dit la Fourche au domaine du vieux manoir du Raincy, construit sur les hauteurs. Celui-ci fut détruit lorsque Jacques Bordier, un riche surintendant des finances de Louis XIII, prit possession du domaine et y construisit un somptueux château à la place.
Après que la famille des ducs d'Orléans fut devenue en 1769 propriétaire du domaine du Raincy, deux  pavillons de garde furent bâtis; au lieu dit la Fourche, à l'entrée de l'allée qui reliait le château au Grand Chemin. Ces pavillons étaient alors les seules constructions du territoire qu'occupent aujourd'hui Les Pavillons-sous-Bois. Inscrits aux Monuments historiques en 1982 et restaurés au début du XXIe siècle, ils se trouvent toujours, 235 ans après, à l'intersection de la RN 3 et de l'avenue Jean-Jaurès.
En 1793, le château fut abandonné, après l'arrestation, puis l'exécution, pendant la Terreur, de Philippe égalité, duc d'Orléans. Séquestré, le domaine du Raincy change de propriétaire en 1797. Ce n'est qu'en 1819, après les tourments révolutionnaires et le Premier Empire, que la famille d'Orléans reprit possession du domaine, entretemps privé de son château.
Après la Révolution de février 1848, le domaine du Raincy est à nouveau séquestré, puis confisqué en 1852 par Louis Napoléon Bonaparte et vendu en 1855 pour être loti. Jusqu'à la guerre franco-allemande de 1870, le domaine est petit à petit dépecé. L'ensemble des terrains fut livré aux lotisseurs et, de l'allée majestueuse bordée d'arbres et de jardins, ne resta plus que l'allée centrale dévouée à la circulation publique. Cette allée fut renommée plus tard avenue Jean-Jaurès.
Le château, quant à lui, fut abandonné, détruit et tomba aux mains des pillards. Les pavillons de garde furent également vendus et des petits commerces s'y installèrent.
Lorsque le Raincy devint une commune en 1869, les bois du domaine furent attribués à celle de Bondy. Des lotissements s'y multiplièrent et un faubourg naquit : « Bondy-Forêt ». Lors de la guerre de 1870, l'armée prussienne stationna plusieurs mois à cette limite. Ceci marqua encore un peu plus la séparation entre le territoire communal de Bondy et celui de la future commune des Pavillons-sous-Bois. La construction par Louis-Xavier Gargan de la ligne des Coquetiers, voie ferrée reliant Aulnay-sous-Bois à Paris amena encore plus de Parisiens sur les lieux et le petit faubourg de « Bondy-Forêt » prit de l'importance. Il n'en fallut pas beaucoup plus pour qu'un esprit séparatiste s'empare de la population de « Bondy-Forêt » qui réclama, dès lors, l'autonomie administrative du faubourg.

### La création des Pavillons-sous-Bois

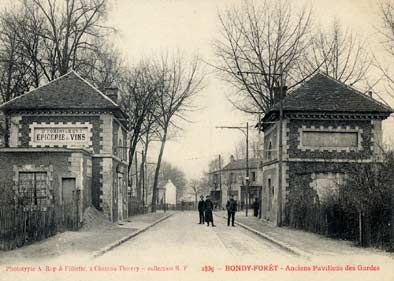
Les pavillons de garde.

La séparation eut lieu en 1905 et différents noms furent proposés pour cette nouvelle ville. Le 3 janvier la ville fut créée. Le conseil général choisit "Les Pavillons-Sous-Bois" plutôt que "Bondy-la-Forêt" ou "Les Pavillons", ceci en hommage aux pavillons de garde et la forêt de Bondy. En février 1905 eurent lieu les premières élections. 489 personnes s'exprimèrent sur les 644 électeurs représentant les 2 101 habitants de la nouvelle commune. La ville continua à se développer et attira de plus en plus de Parisiens peu fortunés mais attirés par les terrains bon marché et la desserte par la ligne des Coquetiers et par les tramways de la Compagnie générale des omnibus puis de la STCRP. Les Pavillons-Sous-Bois comptaient 3 646 habitants en 1911.
Peu avant la Première Guerre mondiale, les anciennes installations de l'usine de traitement de vidange, situé au nord du canal de l'Ourcq, sur le secteur dit "La Poudrette" disparaissent. Le terrain libéré demeurera longtemps quasi-désertique, posant à la commune un problème majeur de salubrité. Il ne sera définitivement réglé qu'à l'ultime fin du XXe siècle par les travaux d'extension de la zone industrielle environnante et de la création d'une voie nouvelle.

### La ville depuis la Libération
Dans les années qui suivirent, une nouvelle zone industrielle apparut au nord du canal de l'Ourcq grâce à la construction du pont de l'Europe et la rénovation du pont de la Forêt. Pour satisfaire les besoins d'une population croissante, de nouveaux équipements scolaires et sportifs sont construits.
Après la guerre, la ville continua à se développer et dans les années 1960 une nouvelle mairie fut construite ainsi que de nouveaux équipements pour la culture et les spectacles. Un des problèmes récurrent de la ville, l'assainissement des eaux de ruissellement des plateaux du Raincy et de Montfermeil, ne fut résolu qu'à compter des années 1990 avec un programme de travaux d'au moins dix ans.
C'est avec beaucoup de persévérance que les historiens obtiendront le classement des pavillons de chasse au patrimoine historique. La ville a acheté le pavillon Est en 1986 et l'a rénové en 1998. Le second, à l'ouest de l'ancienne allée, a été restauré mi 2009.

## Politique et administration
La commune est créée en 1905 par démembrement de Bondy

### Rattachements administratifs et électoraux
Rattachements administratifs
Antérieurement à la loi du 10 juillet 1964, la commune faisait partie du département de la Seine. La réorganisation de la région parisienne en 1964 fit que la commune appartient désormais au département de la Seine-Saint-Denis après un transfert administratif effectif au 1er janvier 1968. Rattachée initialement à l'arrondissement de Bobigny, la commune est intégrée à l'arrondissement du Raincy par un arrêté du préfet d'Île-de-France du 30 décembre 2016
Elle faisait partie depuis sa création en 1905 du canton de Noisy-le-Sec de la Seine. Lors de la mise en place de la Seine-Saint-Denis, la ville devient en 1967 le chef-lieu du canton des Pavillons-sous-Bois. Dans le cadre du redécoupage cantonal de 2014 en France, cette circonscription administrative territoriale a disparu, et le canton n'est plus qu'une circonscription électorale.
Rattachements électoraux
Pour les élections départementales, la commune est depuis 2014 le bureau centralisateur d'un nouveau canton de Bondy
Pour l'élection des députés, elle fait partie de la dixième circonscription de Seine-Saint-Denis.

### Intercommunalité
Dans le cadre de la mise en œuvre de la volonté gouvernementale de favoriser le développement du centre de l'agglomération parisienne comme pôle mondial est créée, le 1er janvier 2016, la métropole du Grand Paris (MGP), dont la commune est membre, à laquelle la commune, qui n'était membre d'aucune intercommunalité, a été intégrée.
Dans le cadre de la mise en place de la métropole du Grand Paris, la loi portant nouvelle organisation territoriale de la République du 7 août 2015 (Loi NOTRe) prévoit la création d'établissements publics territoriaux (EPT), qui regroupent l'ensemble des communes de la métropole à l'exception de Paris, et assurent des fonctions de proximité en matière de politique de la ville, d'équipements culturels, socioculturels, socio-éducatifs et sportifs, d'eau et assainissement, de gestion des déchets ménagers et d'action sociale.
La commune a donc également été intégrée le 1er janvier 2016 à l'Établissement public territorial Grand Paris - Grand Est.

### Tendances politiques et résultats
Lors du second tour de l’élection présidentielle de 2007, Nicolas Sarkozy est arrivé en tête avec 56,85 % (la moyenne nationale étant de 53,06 %) et Ségolène Royal avec 43,15 % (moyenne nationale 46,94 %).
Lors du premier tour des élections municipales de 2014 dans la Seine-Saint-Denis, la liste UMP menée par le sénateur-maire sortant Philippe Dallier obtient une large majorité absolue des suffrages exprimés, avec 4 975 voix (82,82 %, 32 conseillers municipaux élus), devançant celle menée par Bernard Deny (PS, 1 032 voix, 17,17 %, 3 conseillers municipaux élus).
Lors de ce scrutin, 46,78 % des électeurs se sont abstenus.
Lors du premier tour des élections municipales de 2020 dans la Seine-Saint-Denis, la liste LR - MoDem - UDI - SL menée par la maire sortante Katia Coppi — qui avant succédé en 2017 à Philippe Dallier après sa réélection comme sénateur — obtient une large majorité absolue des suffrages exprimés, avec 2 415 voix (70,46 %, 31 conseillers municipaux élus dont 1 métropolitain), devançant les listes menées respectivement par : 

- Bernard Deny (DVG, 681 voix, 19,87 %, 3 conseillers municipaux élus) ;

- Laurent Violleau (LREM - GÉ - AC, 331 voix, 9,65 %,	1 conseiller municipal élu).

Lors de ce scrutin, marqué par la pandémie de Covid-19 en France, 69,47 % des électeurs se sont abstenus.

### Liste des maires
| Période                                  | Période                       | Identité                          | Étiquette                         | Qualité |
| ---------------------------------------- | ----------------------------- | --------------------------------- | --------------------------------- | --- |
| Les données manquantes sont à compléter. |                               |                                   |                                   | |
| 1905                                     | 1908                          | Edouart-Charles Philibert         |                                   | |
| 1908                                     | 1915                          | Charles-Armand Ducastel Robillard | SFIO                              | Ouvrier ferblantier |
| 1916                                     | 1925                          | Philippe Charlot                  | SFIO puis SFIC puis USC puis SFIO | Ouvrier puis entrepreneur de charpenterie |
| 1925                                     | 1940                          | Eugène Fischer                    | SFIO puis PSdF-USR                | |
| 1940                                     | 1944                          | Eugène Espinard                   |                                   | |
| 1944                                     | 1945                          | Francis Bernard                   |                                   | |
| 1945                                     | 1953                          | Célestin Ferré                    | SFIO                              | |
| 1953                                     | 1956                          | Louis Glineur                     | PSD                               | |
| 1956                                     | 1971                          | Marcel Delphien                   | DVD                               | |
| 1971                                     | janvier 1979                  | Martial Daire                     | PS                                | Conseiller général des Pavillons-sous-Bois (1967 → 1979) Démissionnaire |
| 1979                                     | 1983                          | Jean Eynard                       | PS                                | |
| 1983                                     | 1989                          | Serge Cantoni                     | RPR                               | Inspecteur à la Compagnie générale des eaux |
| 1989                                     | 1995                          | Bernard Portel                    | PS                                | Conseiller général des Pavillons-sous-Bois (1992 → 1998) |
| 1995                                     | octobre 2017                  | Philippe Dallier,                 | RPR puis UMP → LR                 | Chef de projet en informatique Sénateur de la Seine-Saint-Denis (2004 → 2021.) Conseiller général des Pavillons-sous-Bois (1998 → 2004) Vice-président de la métropole du Grand Paris (2016 → 2017) Vice-président de l'EPT Grand Paris - Grand Est (2016 → 2017) Démissionnaire à la suite de sa réélection comme sénateur |
| octobre 2017                             | février 2023                  | Katia Coppi                       | LR                                | Clerc de notaire retraitée Conseillère générale des Pavillons-sous-Bois (2004 → 2015) Conseillère départementale de Bondy (2015 → 2021) Démissionnaire pour raisons personnelles et familiales |
| février 2023                             | En cours (au 10 février 2023) | Philippe Dallier                  | LR                                | Chef de projet en informatique Ancien sénateur de la Seine-Saint-Denis (2004 → 2021) Conseiller départemental de Bondy (2021 → ) |

### Démocratie participative
Le Conseil municipal des jeunes est composé de trente-cinq enfants de neuf à treize ans élus par d’autres enfants. Les élections sont organisées dans les classes de CE2, CM1, CM2 et 6e de la ville. Ces jeunes conseillers sont répartis en quatre commissions: sport-loisirs-culture, environnement, vie scolaire-sécurité et solidarité. Le CMJ a pour but de favoriser l’implication des jeunes dans la commune et leur permettre d’échanger des idées et de développer des projets. Ces derniers sont votés au cours de séances officielles présidées par le maire des Pavillons-sous-Bois. La commune a ainsi fêté les dix ans d'existence du CMJ[réf. nécessaire].

### Politique environnementale
L'actuelle volonté municipale[Quand ?] de protéger la qualité de vie dans un environnement entretenu et amélioré s'exprime par un nouveau plan d'occupation des sols conçu pour préserver le caractère pavillonnaire de la ville, par un programme suivi de rénovation systématique des voies et des équipements publics, au même titre que la création récente du nouveau conservatoire Hector Berlioz avec son jardin public, et en attente du lancement des travaux de réhabilitation de l'entrée de la ville, dit secteur de la Fourche, à hauteur des pavillons de garde.
Ainsi se trouvent garantis le dynamisme de la ville et la préservation de ce qui fait son originalité en petite couronne de la Seine-Saint-Denis : son caractère de paisible bourgade provinciale, à quelques minutes de Paris.
La commune milite activement pour le tri sélectif. D'autre part, elle lutte contre les graffitis en prenant en charge le nettoyage des équipements publics et privés sur demande.

### Jumelages
- Brackley (Royaume-Uni) depuis 1972
- Bragance (Portugal) depuis 1996
- Écija (Espagne) depuis 1996
- Münstermaifeld (Allemagne) depuis 2019

## Population et société

### Démographie
L'évolution du nombre d'habitants est connue à travers les recensements de la population effectués dans la commune depuis 1906. Pour les communes de plus de 10 000 habitants les recensements ont lieu chaque année à la suite d'une enquête par sondage auprès d'un échantillon d'adresses représentant 8 % de leurs logements, contrairement aux autres communes qui ont un recensement réel tous les cinq ans,.

En 2022, la commune comptait 24 872 habitants, en évolution de +4,97 % par rapport à 2016 (Seine-Saint-Denis : +4,67 %, France hors Mayotte : +2,11 %).
| 1906  | 1911  | 1921  | 1926   | 1931   | 1936   | 1946   | 1954   | 1962   |
| ----- | ----- | ----- | ------ | ------ | ------ | ------ | ------ | ------ |
| 3 644 | 5 389 | 7 850 | 10 920 | 14 334 | 15 175 | 15 093 | 16 862 | 19 022 |

| 1968   | 1975   | 1982   | 1990   | 1999   | 2006   | 2011   | 2016   | 2021   |
| ------ | ------ | ------ | ------ | ------ | ------ | ------ | ------ | ------ |
| 19 084 | 18 638 | 17 185 | 17 375 | 18 420 | 20 204 | 22 117 | 23 695 | 24 165 |

| 2022   | - | - | - | - | - | - | - | - |
| ------ | - | - | - | - | - | - | - | - |
| 24 872 | - | - | - | - | - | - | - | - |

### Enseignement
La commune dépend de l'académie de Créteil.
Elle gère plusieurs écoles primaires[réf. nécessaire] :
Enseignement public :
Enseignement privé :

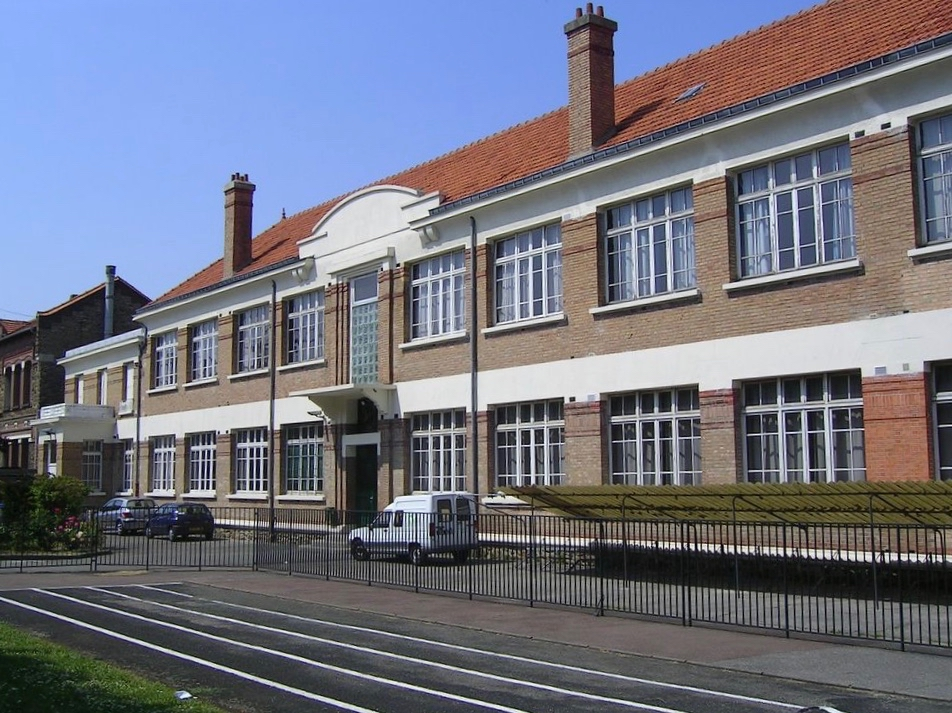
École Élémentaire Julie-Victoire DAUBIÉ.

- Écoles élémentaire et secondaire et lycée de l'Alliance (établissements confessionnels juifs)[41].
- Lycée enseignement professionnel Claude-Nicolas-Ledoux

### Culture

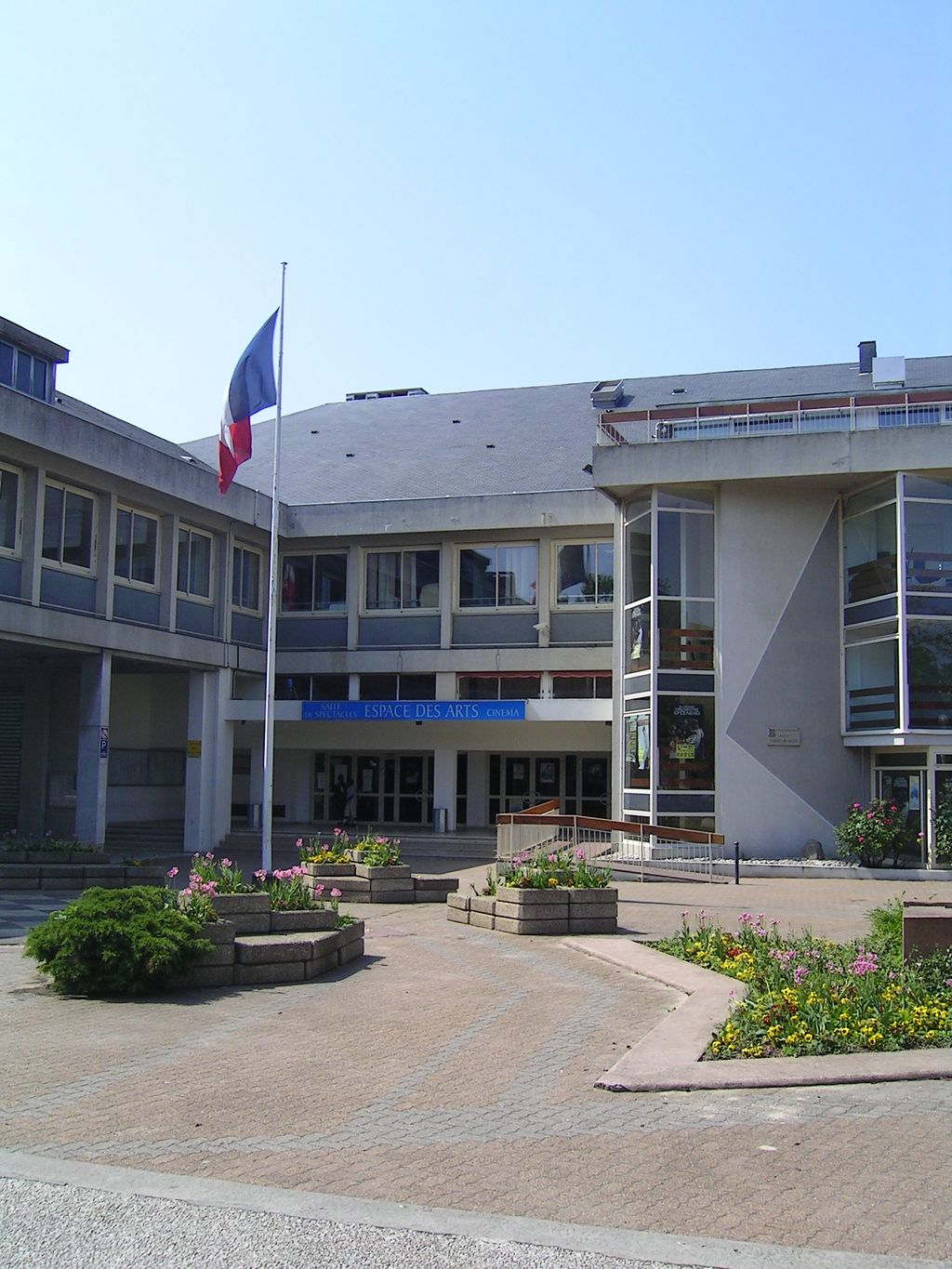
Espace des Arts.

- APJC : association d'éducation populaire, l'Association Pavillonnaise pour la Jeunesse et la Culture offre des activités de loisirs aux enfants, adolescents et adultes, à travers des animations régulières, des spectacles vivants, des événementiels[42].
- Bibliothèque municipale
- Conservatoire municipal Hector Berlioz: en 2007, le Conservatoire fête ses 25 ans d'existence, en présentant différentes manifestations à l'Espace des Arts et à l'Auditorium Hector Berlioz.
- Cyberespace situé à l'Espace des Arts[43]
- CECAS-Espace des arts : l'Espace offre au cours de l'année, différentes représentations théâtrales, concerts, one-man-show, expositions de peinture, projections de films[44].

### Sports
La commune des Pavillons-sous-Bois compte un complexe sportif : le stade Léo-Lagrange ou stade de l'est. Ce complexe se compose de deux terrain de football (un en herbe et l'autre synthétique) et d'un club de tennis, SEP.

### Santé
La ville regroupe quinze médecins généralistes, dix-huit médecins spécialistes, et vingt-huit auxiliaires médicaux. Un centre municipal de santé réunit cinq médecins généralistes, et douze médecins spécialistes. Plusieurs associations offrent une assistance aux personnes âgées et aux enfants polyhandicapés. Six pharmacies sont à la disposition des habitants.
La commune dépend du centre hospitalier Intercommunal du Raincy/Montfermeil et de l'hôpital Jean-Verdier à Bondy.

### Manifestations culturelles et festivités
- Vivre le livre, avec Adiflor, Association International Francophone de Livres, Ouvrages et revues, à la mi-octobre de chaque année. Elle a pour objectif de favoriser l'ouverture des élèves sur le monde, en leur mettant à disposition des ouvrages de différents pays et cultures.
- Sidaction : chaque année, début décembre, la ville organise différentes manifestations pour soutenir la recherche contre le sida.
- Téléthon : tous les ans, la commune soutient le Téléthon, avec l'aide de AVF (Accueil des villes françaises) qui, en 2006, a reçu le « label plus » du conseil d'administration de la région Île-de-France.
- Festival-jazz : Depuis 2005 le festival organisé par l'espace des arts accueille des artistes de jazz

### Cultes

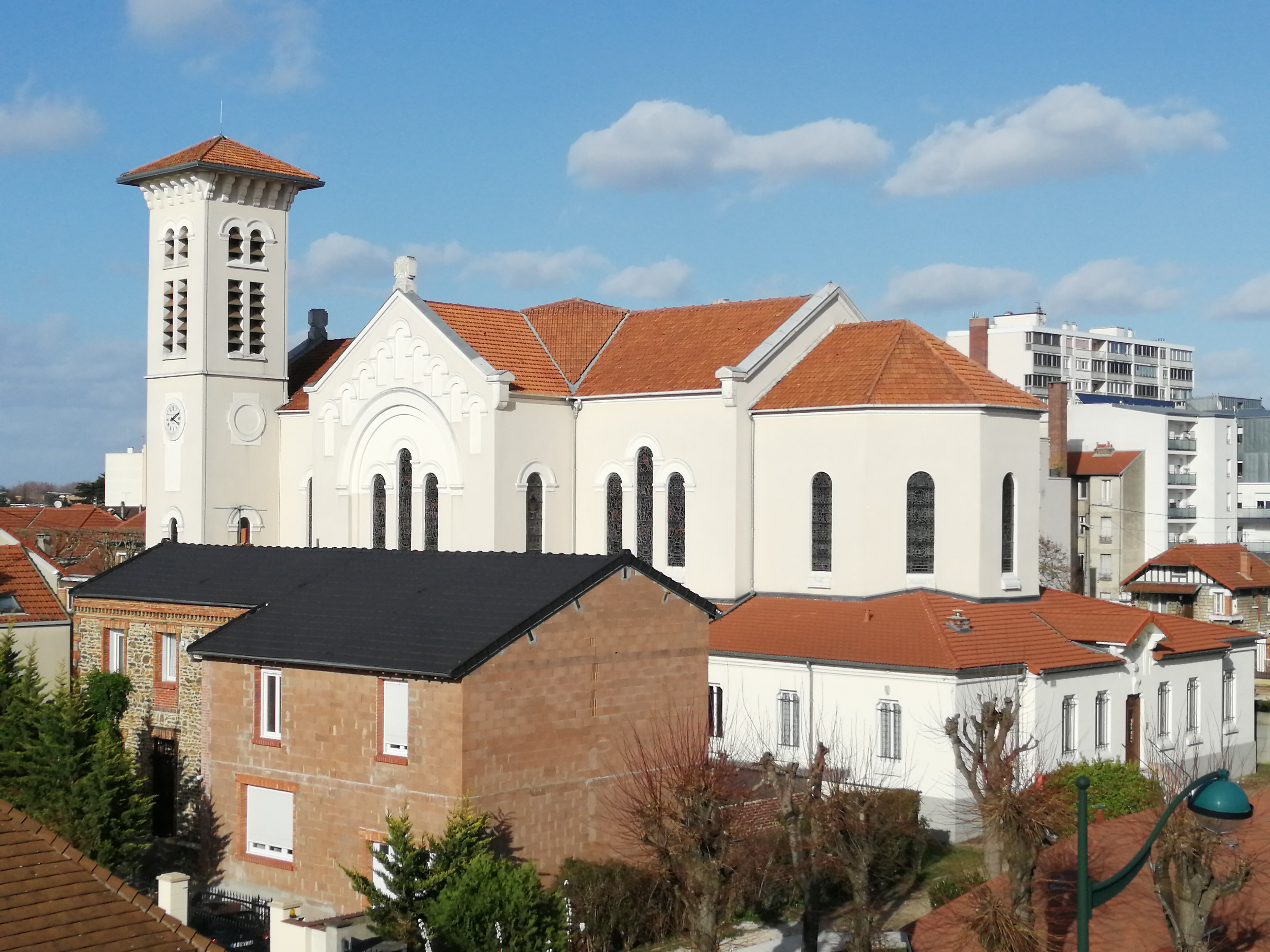
Église Notre-Dame-de-Lourdes.

- culte catholique : l'église Notre-Dame-de-Lourdes et l'église Saint-Augustin-des-Coquetiers.
- culte protestant : l'église réformée du Raincy.
- culte juif : synagogue de Livry Gargan-Pavillons sous bois, synagogue du Raincy et oratoire de l'Alliance.

Les cimetières : ancien cimetière, allée Louis XIV et le nouveau cimetière, avenue de Rome.

## Économie

### Emploi
La population active de la commune est de 8 949 personnes, dont 1 099 chômeurs (soit un taux de chômage de 12,3 %).
Les artisans, commerçants, chefs d'entreprise	représentent 7,2 % de la population active de la ville ; les cadres et professions intellectuelles 11,7 %; les professions intermédiaires 24,9 % ; les employés 34,5 % et les ouvriers 21,8 %.

### Entreprises et commerces

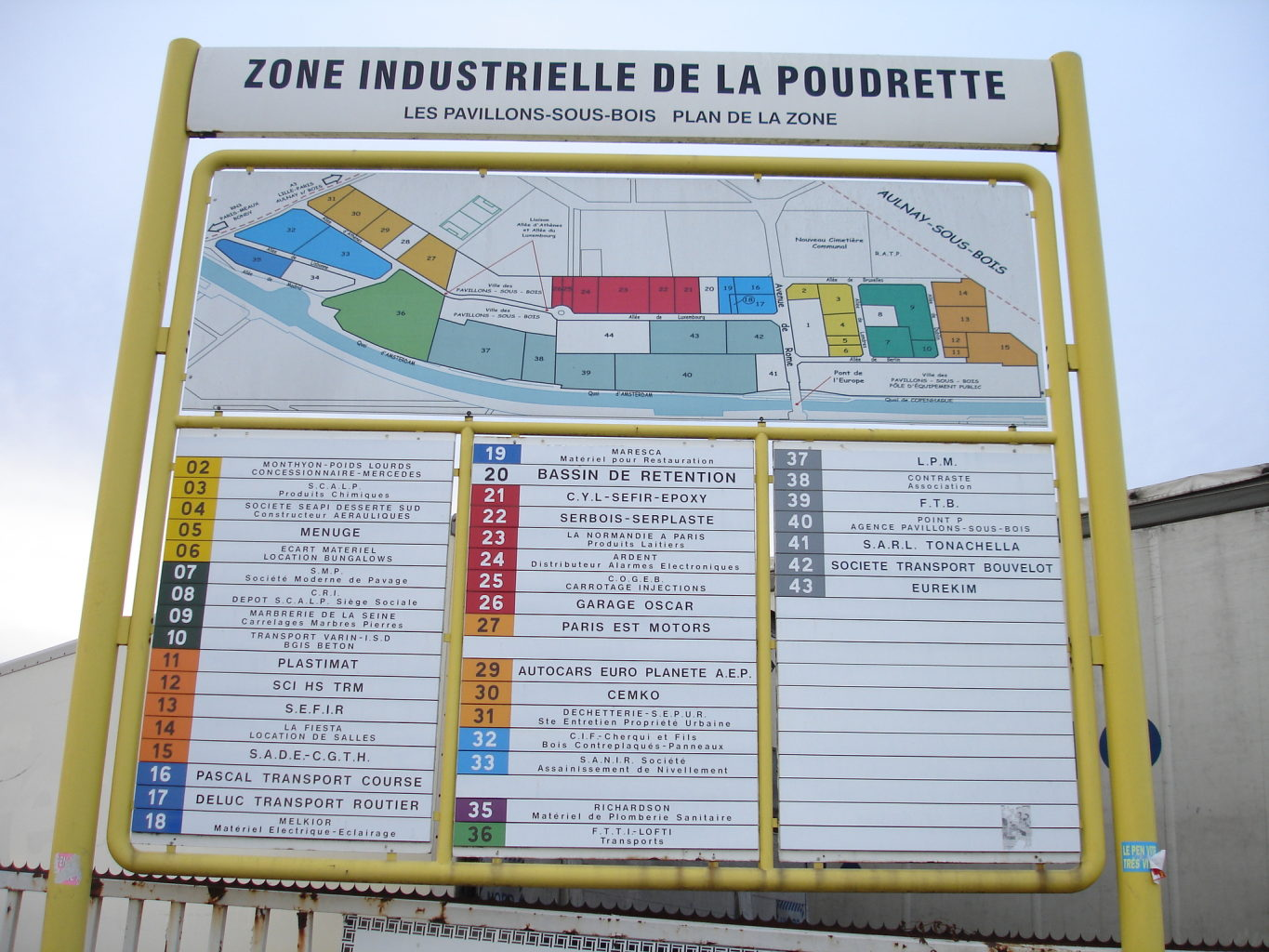

La ville regroupe plus de cinquante-cinq entreprises dans la zone industrielle de la Poudrette (au nord de la ville) et 1 064 dans toute la ville. Les industries agricoles et alimentaires représentent 1,8 %, les industries des biens de consommation 2,7 %, les industries des biens d'équipement, 1,2 %, les industries des biens intermédiaires 1,4 %. Les entreprises de construction sont au nombre de 181 (soit 17 %), celles du commerce représentent 33,5 %, les transports 6,4 %, les activités immobilières 3,4 %. Les services aux entreprises (11,7 %) et les services aux particuliers (12,1 %) regroupent 23 % des entreprises. Enfin, l'Éducation, la santé, et l'action sociale représentent 8,7 %.

## Culture locale et patrimoine

### Monuments
- La borne armoriée, datant de 1665, délimitait les terres de l'abbaye de Chelles, et la forêt royale de Bondy ;
- Les deux pavillons d'entrée du domaine du Raincy, construits vers 1785, de chaque côté de l'avenue qui menait au château ;
- L'église Notre-Dame-de-Lourdes, construite en 1911 ;
- Les bains-douches, construits vers 1912, non loin des écoles et des quartiers populaires de l'époque ;
- L'église Saint-Augustin-des-Coquetiers, créée en 1932.

La ville dispose de quelques espaces verts :
- le canal de l'Ourcq
- le square Honoré-d'Estienne-d'Orves

### Personnalités liées à la commune
Classements par années de naissance.

#### Personnalités nées aux Pavillons-sous-Bois
- Daniel Mermet (Les Pavillons-sous-Bois, 16 décembre 1942 -    ), journaliste, écrivain et producteur de radio français ;
- Sarah Knafo (Les Pavillons-sous-Bois, 24 avril 1993 -    ), femme politique française.

#### Personnalités décédées aux Pavillons-sous-Bois
- Camille Briquet (Reims, Marne, 10 mars 1880 - Les Pavillons-sous-Bois, 28 novembre 1960), député et président du conseil général de l'Eure ;
- Gina Palerme (Irène de Maulmont, dite) (Bussière-Galant, Haute-Vienne 18 décembre 1885 - Les Pavillons-sous-Bois, 26 décembre 1977), artiste de music-hall et du cinéma muet ;
- Émile Blondel (Le Havre, Seine-Maritime, 06 août 1893 - Les Pavillons-sous-Bois, 13 septembre 1970), peintre naïf française[48].

#### Personnalités ayant résidées aux Pavillons-sous-Bois
- Louis Rimbault (1877 - 1949), membre de la bande à Bonnot fut conseiller municipal de la commune et a demeuré rue du Coq-Gaulois.
- Eugène Narbonne (1885 - 1966), peintre figuratif français ;
- Georges Lachat (1910 - 1992), ancien coureur cycliste professionnel, disputa le Tour de France 1935.
- Émile Sonkin (1926 - 2013) "Adieu l’Émile, on t’aimait bien, tu sais…(1) Ce 29 août, une figure emblématique des Pavillons-sous-Bois nous a quittés. Beaucoup se souviendront de monsieur Émile Sonkin, son éternel bonnet de La Poste vissé sur la tête, (un cadeau d’un postier soulignait-il…) arpentant avec le sourire et sa bonne humeur habituelle le quartier de la Basoche où il résidait depuis 1926, date de sa naissance. Fuyant les pogroms en Lituanie, ses parents s’installèrent dans la commune en 1920 où après le décès accidentel de son père, il fut élevé avec son frère Albert par leur maman Berthe, bien connue également des Pavillonnais puisqu’elle tenait une parfumerie au 148 de l’avenue Jean-Jaurès. Pris dans le tumulte de la Seconde Guerre mondiale, Émile, son frère et sa mère survécurent à la persécution des juifs grâce à la solidarité d’un fonctionnaire de police qui les avertissait des rafles, et à celle de leurs voisins et amis, les Dougère, les Laurin et les Canal, qui les cachèrent sous une fausse identité dans un immeuble de la commune ainsi qu'au couple Gardianot, des amis de Berthe.
Quand les rafles s'intensifièrent en 1942, le couple et leur fille ayant le même âge qu’Émile accueillirent les deux adolescents dans le Loiret à Gien où ils étaient eux-mêmes réfugiés. Après la guerre de 14-18, le gouvernement avait organisé un jumelage entre les villes du nord de la Loire et celles du sud. C'est ainsi que la ville des Pavillons-sous-Bois fut jumelée à Gien et affréta un train afin qu'en 1939, les Pavillonnais qui le souhaitaient puissent s'y installer.
Devenu Robert Chemin, radio électricien né en Corrèze, Émile, plus communément surnommé Milo, ne tarda pas à reprendre son patronyme pour entamer de brillantes études d’architecte. Diplômé de l’école des Arts Décoratifs de Paris, il se marie en 1952 puis embarque pour le continent africain en 1955, direction le Congo où il séjournera avec délice à Brazzaville avant de regagner sa commune pavillonnaise. En 1961, il s’envole cette fois-ci pour le Brésil où il restera jusqu’en 1989, date de son retour définitif. Beaucoup de ses réalisations témoignent encore de son passé glorieux. De la visite de ces continents, il ramènera dans ses bagages des récits interminables, un arbre à palabre, des croyances superstitieuses et surtout le goût des autres. À la demande du maire, il intégrera l’observatoire de l’environnement de la ville et dessinera les contours futuristes de la commune pour lesquels il sera décoré d’ailleurs de la médaille de la Ville en 1997. Passionné du genre humain et des civilisations qui l’entourent, Émile était avant tout un amoureux de la vie, véritable trait d’union entre les générations, les peuples et les minorités. Beaucoup appréciaient son humour, sa faconde légendaire et son sens profond de la mise en scène, hérités certainement de la passion théâtrale familiale. Heureux qui comme Ulysse a fait un beau voyage…Sa famille paternelle et maternelle fut entièrement décimée par les pogroms, les tueries des nazis, les déportations sous Staline. Il ne subsiste que les descendants d'un oncle, le frère de son père, réfugié à Paris en même temps que ses parents. http://www.ajpn.org/commune-Les-Pavillons-sous-Bois-en-1939-1945-93057.html (1) extrait du bulletin municipal publié par la ville en 2013.
- Henri Heinemann (1927 - 2020), écrivain, poète et ancien de maire de Cayeux-sur-Mer (Somme)[49];
- Robert Boudet (1941 - 1994), enseignant et écrivain ;
- Bertrand Soulier (1970 -    ), chanteur, auteur et compositeur à thème français ;
- Despo Rutti (1981 -    ), rappeur français ;
- Lilly-Fleur Pointeaux (1989 -    ), comédienne française[50] ;
- Vald (1992 -    ), rappeur français

### Héraldique
| Armes Les Pavillons-sous-Bois | Les armes de la commune Les Pavillons-sous-Bois se blasonnent ainsi : De gueules au chef cousu d'azur, à l'écu de dame d'or brochant sur la partition, bordé d'une couronne de laurier de sinople fruité de gueules, enrubannée d'argent, l'écu chargé d'un chêne aussi de sinople, accosté de six arbres plus petits du même rangés trois à dextre et trois à senestre et de deux pavillons d'argent essorés de gueules mouvant des flancs, le tout posé sur une terrasse aussi de sinople Devise : En avant toujours |

## Pour approfondir